# 商工会議所前駅
商工会議所前駅（しょうこうかいぎしょまええき）は、福井県福井市西木田にある、福井鉄道福武線の停留場である。駅番号はF19。

## 歴史
- 1933年（昭和8年）10月15日：福武電気鉄道の福井新駅（現・赤十字前駅） - 福井駅前駅（現・福井駅停留場）開業に伴い、木田四ツ辻駅（きだよつつじえき）として開業[1][2]。
- 1945年（昭和20年）8月1日：福井鉄道の設立に伴い、同社の福武線の停留場となる[2]。
- 2015年（平成27年）10月29日：2016年3月に商工会議所前駅へ改称する旨を発表[3]。
- 2016年（平成28年）
  - 2月1日：場所を移設し、新停留場を供用[4]。
  - 3月27日：駅名を商工会議所前駅に改称。ダイヤ改正で急行停車駅に昇格[5]。

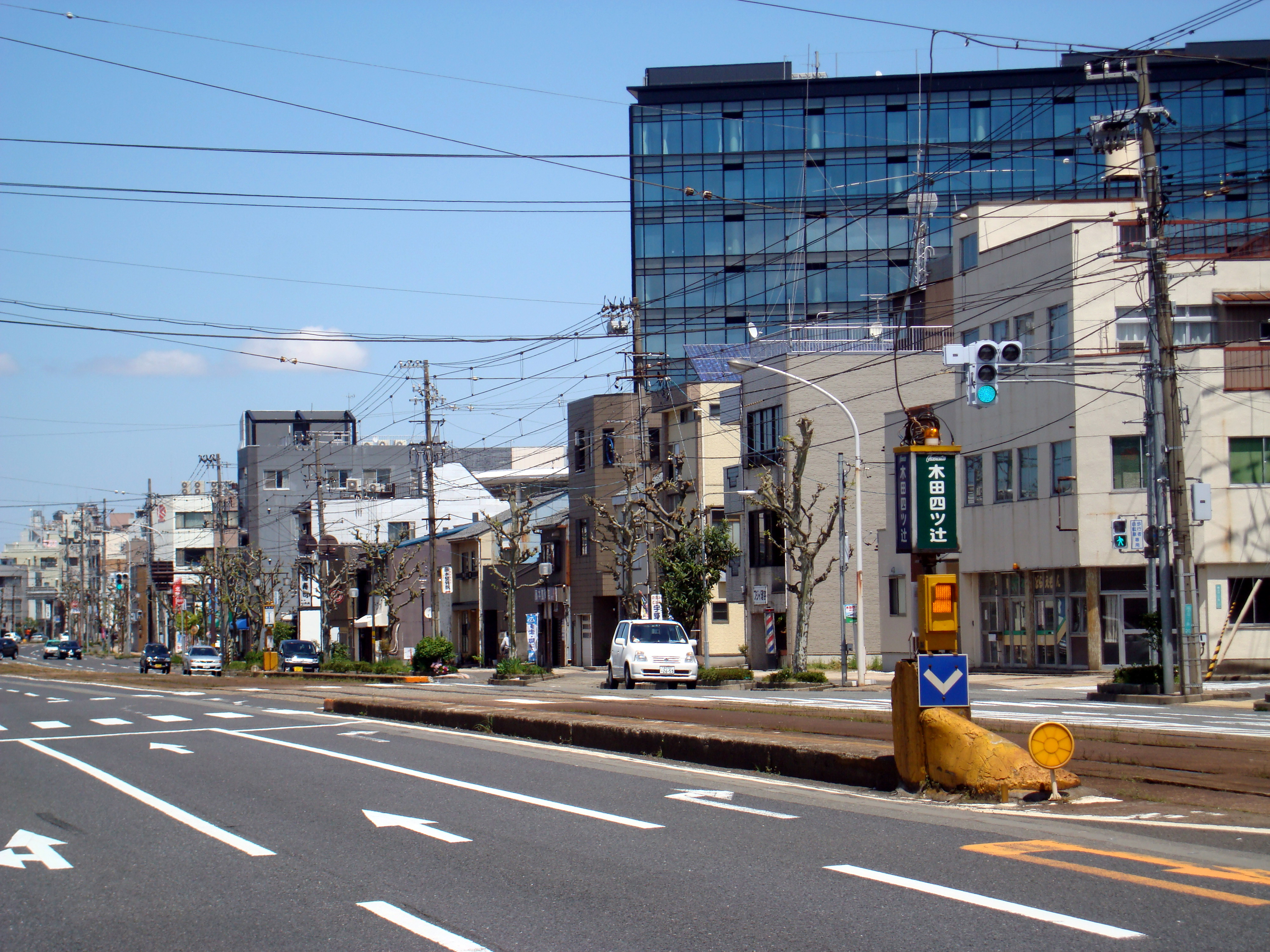
木田四ツ辻駅時代の下りホーム（2013年5月）

## 停留場構造
千鳥配列となっている相対式ホーム（安全地帯）2面2線を有する停留場である。
| のりば | 路線                               | 方向 | 行先                           |
| ------ | ---------------------------------- | ---- | ------------------------------ |
| 西側   | ■福武線 （フェニックス田原ライン） | 下り | 福井駅・田原町方面             |
| 東側   | ■福武線 （フェニックス田原ライン） | 上り | 赤十字前・西鯖江・たけふ新方面 |

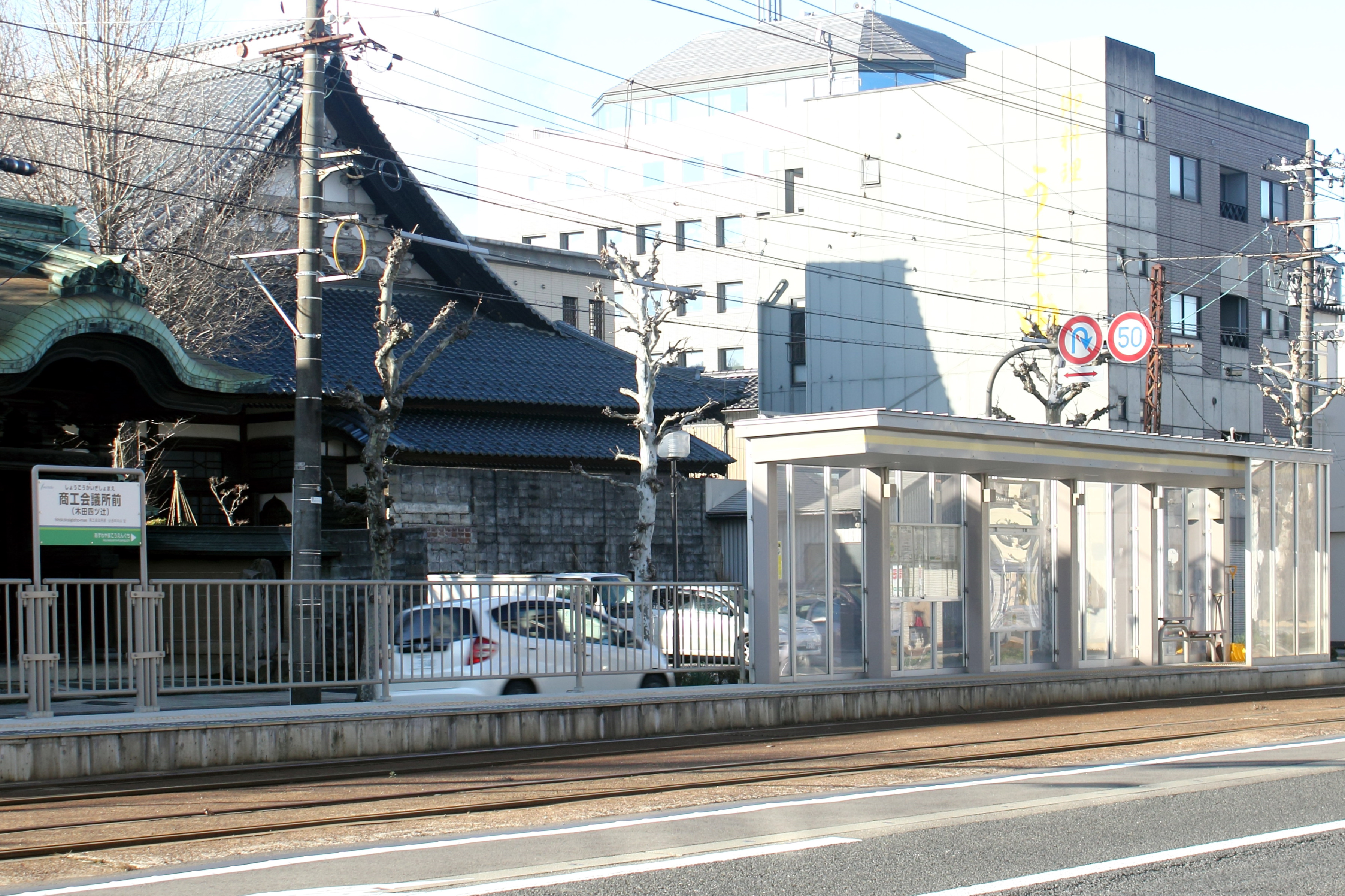
下りホーム（2016年12月）

## 停留場周辺

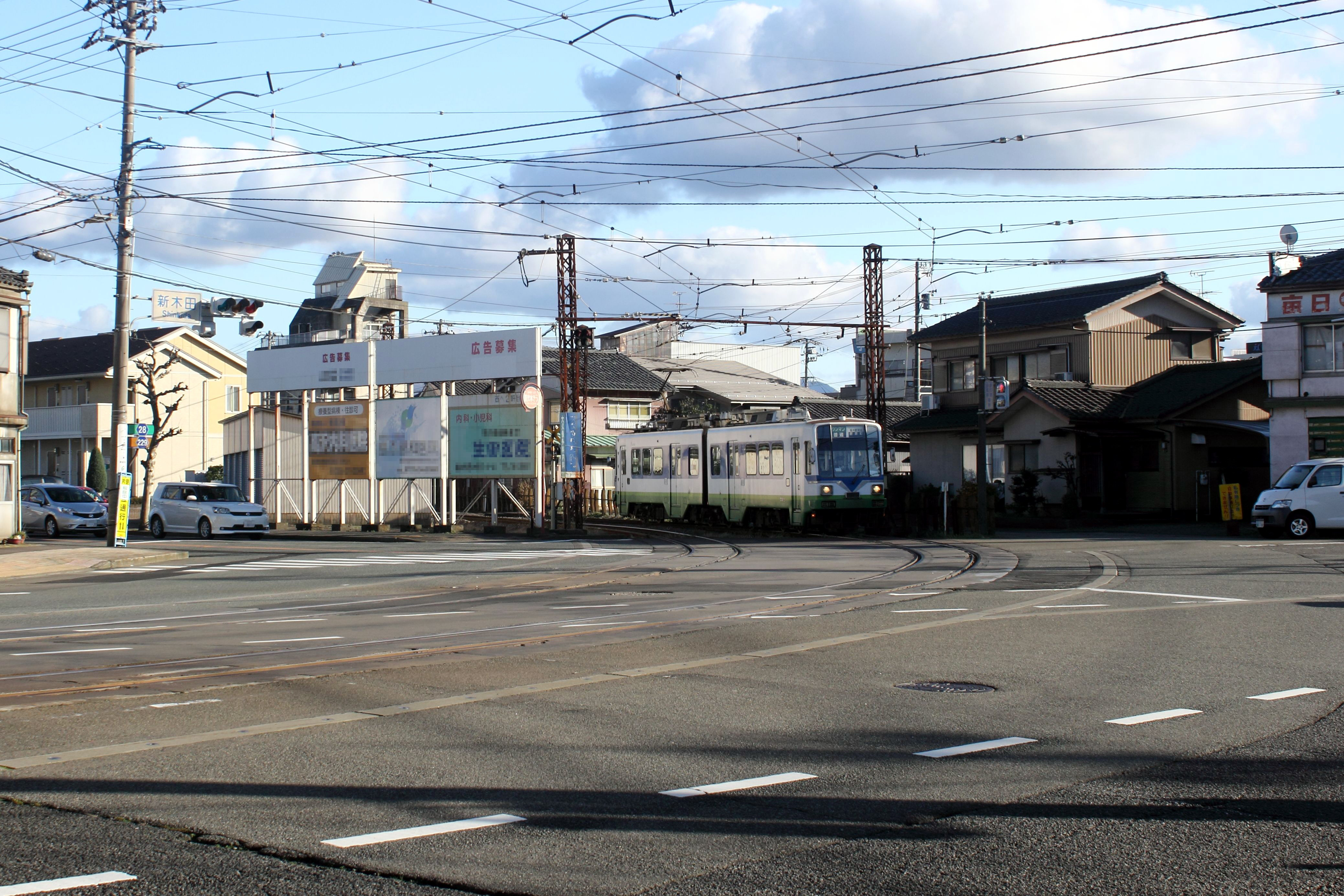
専用軌道から併用軌道に変わる新木田交差点

駅は福井県道28号福井朝日武生線 （フェニックス通り）上にある。たけふ新側とは当駅南側の鉄軌分界点で鉄道・軌道と分かれており、当駅は軌道側の南端の駅となる。駅の南側には交差点があり、周辺は住宅や商店などが建ち並ぶ。
- 福井商工会議所 - 停留場名の由来となっている。
  - 日本政策金融公庫福井支店
  - 日本貿易振興機構福井貿易情報センター
- 福井県福井健康福祉センター（県保健所・福祉事務所）、福井市保健所
- セーレン福井本社
- 藤島神社
- 泰遠寺
- 福井刑務所

## 隣の駅・停留場
福井鉄道
■福武線
■急行（朝の一部列車）・■臨時急行
通過
■急行（上記以外）・■区間急行・■普通
赤十字前駅 (F18) - 商工会議所前駅 (F19) - 足羽山公園口駅 (F20)